# Брадавице
Брадавице су обично мале, грубе и тврде творевине, које су сличне у боји остатку коже. Оне обично не доводе до других симптома осим у случајевима када су на дну стопала где могу бити болне. Док су се обично јављају на рукама и ногама оне такође могу да се појаве и на другим локацијама на телу. Може да се појави једна или више брадавица. Оне нису канцерогене.
Брадавице су изазване инфекцијом једне од врста хуманог папилома вируса (ХПВ). Фактори који повећавају ризик од инфекције XПВ-ом укључују коришћење јавних тушева, рад са месом, екцем, као и ослабљени имуни систем. Вирус како се сматра улази у тело кроз кожу, која је била благо оштећена. Велики број врста брадавица постоји укључујући обичне брадавице, плантарних брадавица, нитевидные брадавице, и гениталне брадавице. Гениталне брадавице се често преносе сексуалним путем.

## Узрок
Брадавице су узроковане хумани папилома вирус(ХПВ). Има око 130 познатих врста хуманог папилома вируса. ХПВ утиче на вишеслојни раван епител, обично коже или полних органа, али свака врста ХПВ, по правилу, само у стању да зарази неколико специфичних места на телу. Многи типови ХПВ могу да произведу бенигни раст, често називан „брадавица” или „папиллома”, на површини коју су инфицирали. Многи од најчешћих врста ХПВ брадавице су дати у наставку.